# Terytorium Jervis Bay
Terytorium Jervis Bay (ang. Jervis Bay Territory) – terytorium wewnętrzne Australii, w południowo-wschodniej części kraju. Zajmuje niewielki obszar (73 km²) nad zatoką Jervis (Morze Tasmana), zamieszkane jest przez 391 osób (2016). Jervis Bay administrowane jest przez władze pobliskiego Australijskiego Terytorium Stołecznego, choć formalnie są to dwa odrębne terytoria.
Zatoka Jervis, osłonięta od otwartego morza, stanowi dogodną przystań dla statków. Rząd federalny nabył ten obszar od stanu Nowa Południowa Walia w 1915 roku i ustanowił osobnym terytorium, by zapewnić sobie kontrolę nad portem morskim w pobliżu nowo założonej stolicy kraju – Canberry, która położona jest nieopodal, w głębi lądu, w obrębie Australijskiego Terytorium Stołecznego.
Zatoka i terytorium Jervis Bay noszą nazwę na cześć brytyjskiego admirała Johna Jervisa.

## Administracja
Na terenie terytorium mieszka i pracuje około 760 osób, większość z nich pracuje w bazie marynarki wojennej HMAS Creswell. Ponad 90% obszaru Jervis Bay należy do plemion aborygeńskich, które zamieszkują Wreck Bay przy Parku Narodowym Booderee.
Na terenie Jervis Bay obowiązują prawa i przepisy Australijskiego Terytorium Stołecznego (ACT), jej mieszkańcy podlegają wymiarowi prawa ACT, ale nie są bezpośrednio reprezentowani w parlamencie australijskim. Jervis Bay ma własny samorząd. Najbliższym miastem jest Huskisson w Nowej Południowej Walii.

## HMAS Creswell
W granicach Parku Narodowego Booderee znajduje się HMAS Creswell, szkoła wyższa Królewskiej Marynarki Australijskiej, nazwana imieniem admirała Williama Creswella. Jest tam także lotnisko wojskowe Jervis Bay Airfield, również obsługiwane przez marynarkę wojenną. Używane jest głównie do operacji z bezpilotowym samolotem "Kalkara", używanym do ćwiczeń jako samolot ciągnący cel dla okrętów.